# Bruno Borchert
Bruno Borchert (geb. in Weimar ?; gest. 1945 in Weimar ?) war ein deutscher Kommunist und Widerstandskämpfer gegen den Nationalsozialismus.
Er war Sohn von Karl Borchert (1875–1937), der 1937 im KZ Buchenwald umgekommen war. Dieser übergab als Leiter der Ortsgruppe der KPD in Weimar die Agit-Prop-Arbeit einschließlich der Herausgabe einer illegalen Zeitung dem jungen Bruno Borchert. 1933 erschien die erste Nummer der Zeitung Rebell. Er selbst wurde kurz vor Kriegsende als Angehöriger des Strafbataillon 999 ermordet. Er wurde im Marstallgebäude in Weimar, Teil des Thüringischen Hauptstaatsarchives Weimar, mit einer Reihe weiterer Personen gequält. Es war das Gestapo-Gefängnis. Eine Gedenktafel erinnerte dort daran. Sein Name war dort aufgeführt. Der bekannteste Name auf dieser Gedenktafel ist der von Theodor Neubauer. Seit der Sanierung fehlt diese Tafel.

## Ehrungen
- 1957 erhielt die Gemeinnützige sozialistische Wohnungsbaugenossenschaft Weimar seinen Namen, aus der die Gemeinnützige Wohnungsbaugenossenschaft Weimar e.G wurde. Der Ehrenname "Bruno Borchert wurde beibehalten.[6]
- Es gibt in Weimar einen Damenchor "Bruno Borchert"[7], der 1978 gegründet wurde.[8]